# Poggio dei Pini
Poggio dei Pini è un quartiere di Capoterra, nella città metropolitana di Cagliari, nella Sardegna meridionale, che conta circa 2 000 abitanti. Per raggiungere la località, è possibile prendere la SS195 e svoltare al bivio per Poggio dei Pini, che si trova subito dopo la rotonda per Capoterra centro. In alternativa si può raggiungere Poggio dei Pini passando dal centro urbano di Capoterra.

## Geografia fisica

### Territorio
Poggio dei Pini occupa la parte montana del territorio di Capoterra, tra il centro storico di Capoterra e i quartieri costieri del comune. Il territorio è caratterizzato dalla media valle del Rio S. Girolamo, dall'arco montano di S. Barbara (611 m s.l.m..)  e dai colli, ricoperti da pinete, di Pauliara e Sa Birdiera.

## Storia
La zona urbana di Poggio dei Pini è stata creata in seguito alla fondazione, datata 27 luglio 1966,  della omonima Cooperativa.  In precedenza la zona, principalmente agricola, era caratterizzata dalla presenza dell'Azienda Saggiante, i cui edifici sono oggi utilizzati per attività di ristorazione, cultura, servizio e associazionismo. Le due più importanti peculiarità di Poggio dei Pini sono date dal fatto che i Fondatori crearono questo luogo senza fini di lucro, la seconda è il rispetto per l'ambiente all'interno della lottizzazione in un disegno generale armonico e sostenibile all'avanguardia e molto attuale. Interessante la presenza, nel colle di Pauliara,  del Parco Archeologico e naturalistico dei fortini della seconda guerra mondiale, una rete di fortini che ospitavano batterie di contraerea , casermette e trincee durante la seconda guerra mondiale, il tutto messo in risalto dall'opera di tanti volontari.

## Monumenti e luoghi d'interesse
- chiesa campestre di santa Barbara (1281), a navata rettangolare e con elementi romanici.